# Uroš Petrović
Uroš Petrović (8. aprila 1967, Gornji Milanovac) je srbski pisatelj. Ukvarja se tudi z ilustracijo in fotografijo.

## Življenjepis
Uroš Petrović se je rodil 8. aprila 1967 v Gornjem Milanovcu. V Beogradu živi od leta 1975. Je avtor leposlovnih romanov, zagonetnih romanov in enigmatičnih zgodb. Zanj je značilen inovativen pristop k literaturi za otroke in mladino. Njegove knjige so bile objavljene v Italiji, na Madžarskem, v Grčiji, Severni Makedoniji, Romuniji, Sloveniji in na Češkem. Dobil je veliko število nagrad s področja literature in fotografije. Objavil je zgodbe, članke, pesmi, ilustracije in fotografije v številnih kronikah, dnevnih časopisih, revijah in antologijah. Od leta 2008 do 2013 je bil predsednik Mensa Srbija. Je ustanovitelj Mensa's World Photo Cup. Je soavtor programa "Učni sistem NTC" in avtor koncepta "Skrivnostna vprašanja", ki spodbuja razvoj funkcionalnega znanja in kreativnega razmišljanja. Je gostujoči predavatelj na visokih šolah, šolah, poslovnih konferencah in kongresih v državi in tujini.
Kot avtor in gostitelj skrivnostnih zgodb, udeleženec in član stalne igralske zasedbe novih sezon kultne serije "Fazoni i fore", v kvizih "Potera" in kot ustvarjalec "Labirinta" je gledalce spodbujal k razmišljanju (zadnji dve oddaji sta bili predvajani na RTS Srbija).